# Usine Renault Trucks de Bourg-en-Bresse
L'usine Renault Trucks de Bourg-en-Bresse (Ain), implantée à la sortie est de la ville le long de l'ancienne N79, direction Nantua, est spécialisée dans l'assemblage de la gamme haute (plus de 16 tonnes) de l'entreprise.

## De Berliet à Volvo
L'usine voit le jour en 1964, sous emblème Berliet. Jouissant d'une bonne desserte tant routière que ferroviaire, elle assemble les véhicules spéciaux du constructeur lyonnais, et évolue au gré des restructurations de son propriétaire : passage à l'ère Renault Véhicules Industriels au milieu des années 1970, puis à celle du groupe Volvo à l'entame du XXIe siècle.

## Des carrières à l'armée
Le site burgien produit des véhicules de type grand routier ou longue distance, complétés par une offre d'engins de chantier (construction, carrières...) : 
- Renault Trucks gamme T[1]

- Renault Trucks gamme C[1], dérivé du Premium
- Renault Trucks gamme K[1] - Kerax dont le châssis, brut, connaît une adaptation militaire[5],[6].

Un atelier spécialisé, la  Used Trucks Factory, assure la de transformation de camions d’occasion.

## Quelques chiffres
- superficie du site : 117 ha[1]
- 125 véhicules assemblés quotidiennement, 25 000 en 2015[2]
- 1450 salariés, toujours en 2015[2]

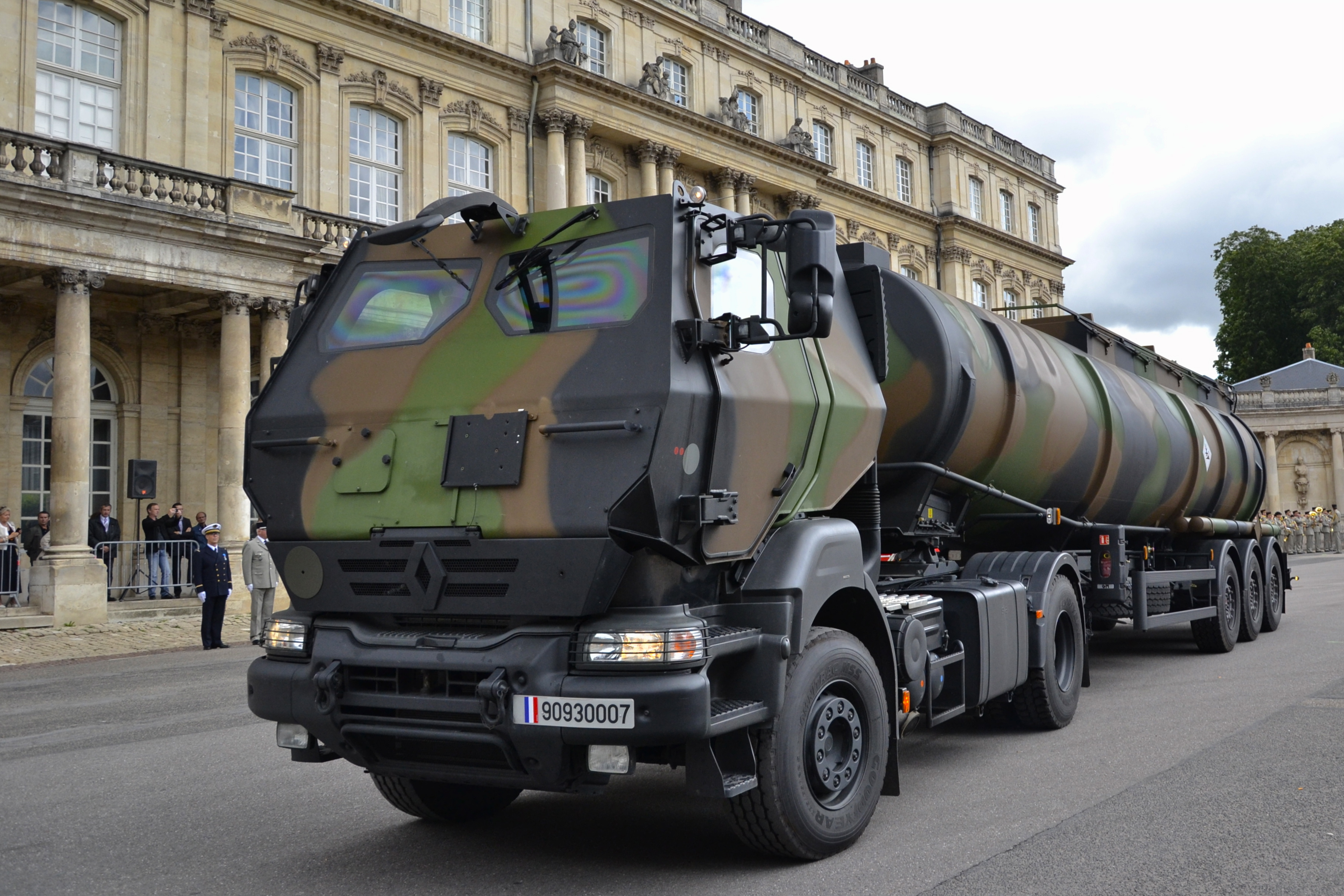
Renault Kerax, variante militaire
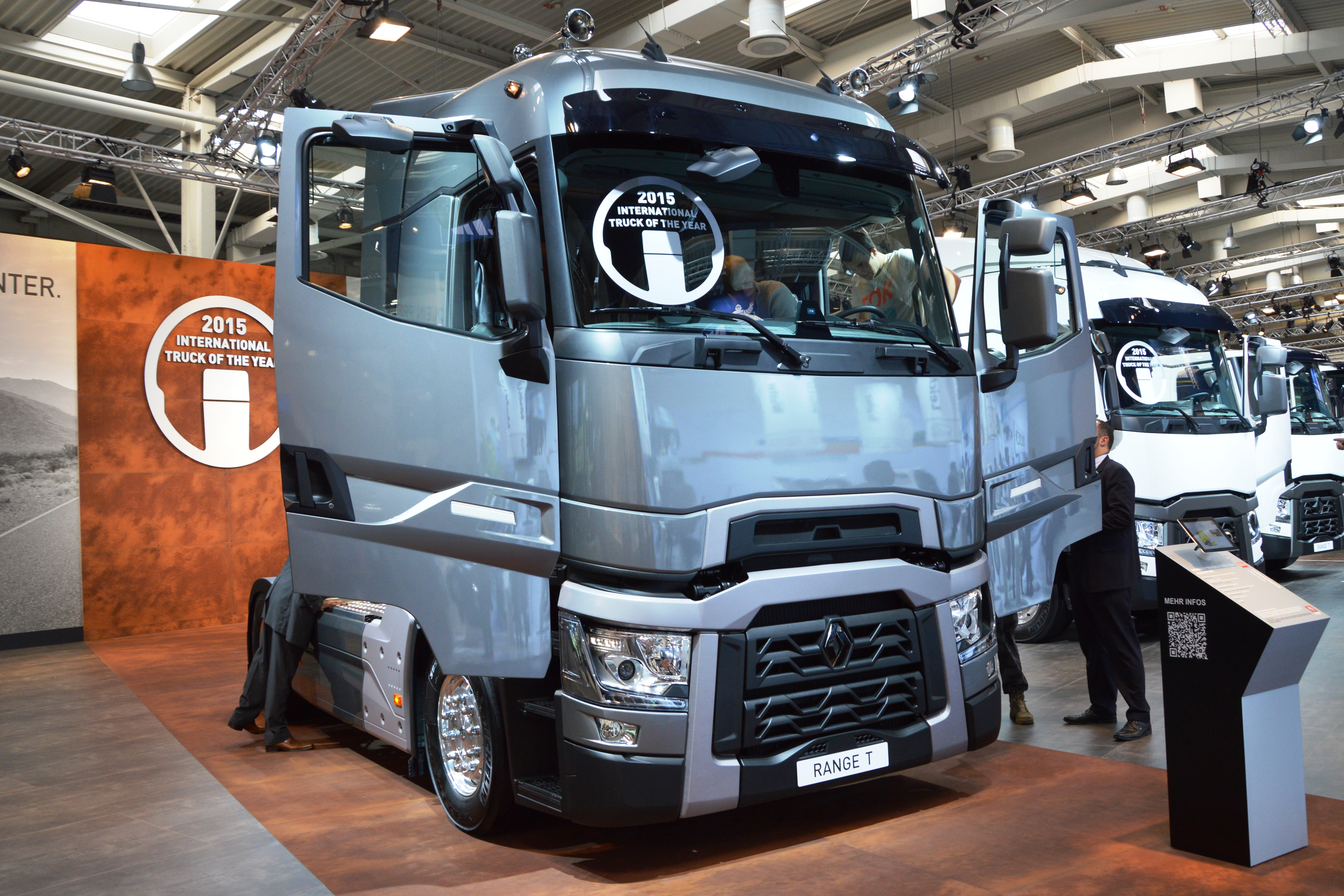
Renault T520
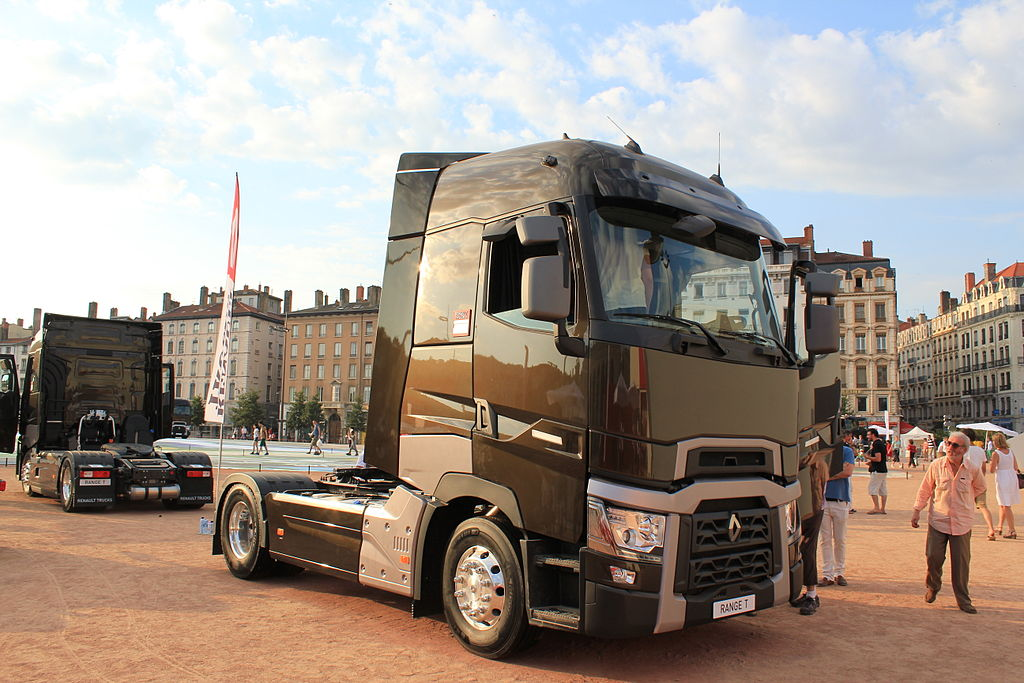
Renault T440
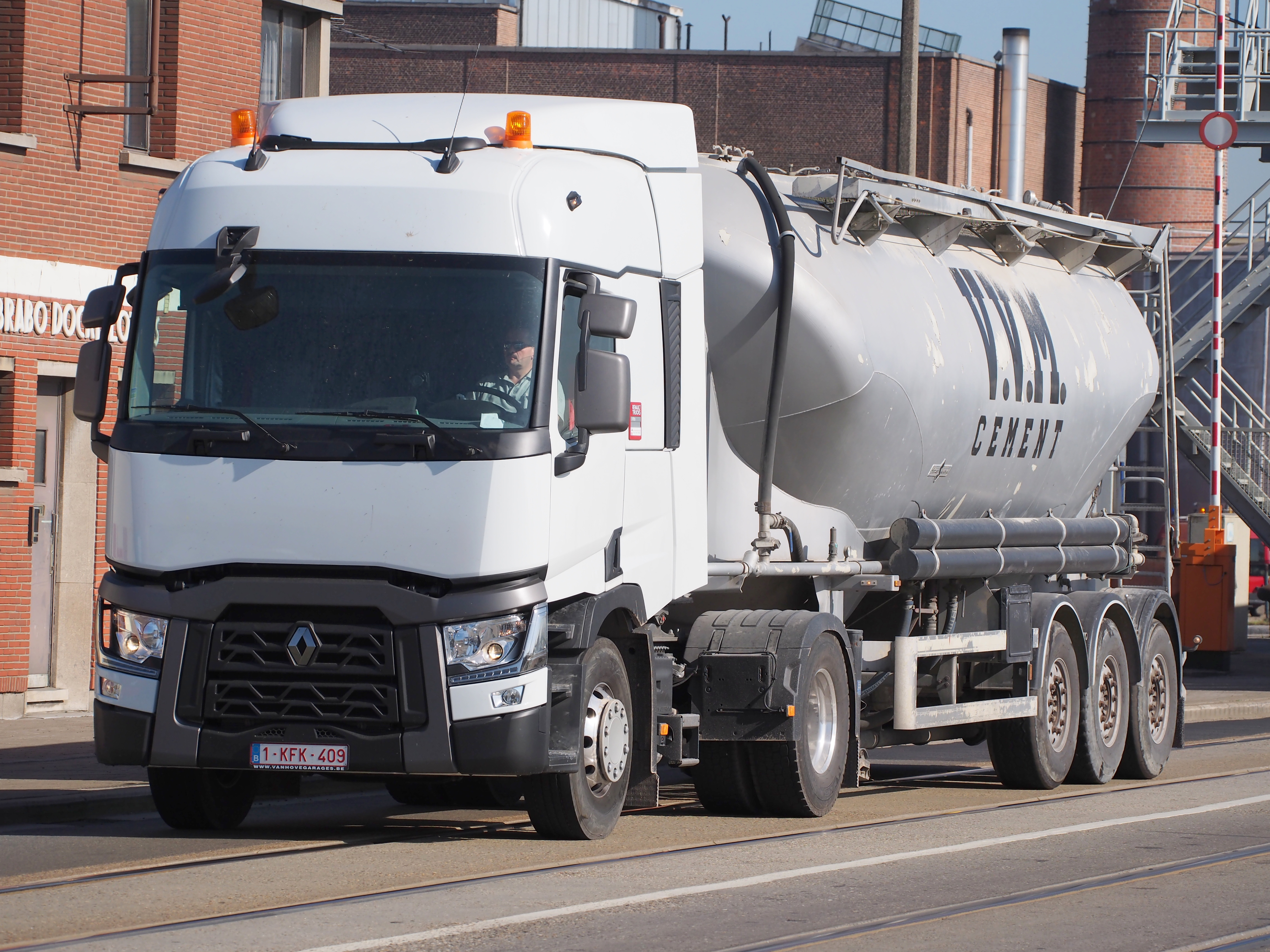
Renault T dans une cimenterie